# Włodowice
Włodowice je město v jižním Polsku ve Slezském vojvodství v okrese Zawiercie, sídlo městsko-vesnické gminy Włodowice. Nachází se v západním okraji vysočiny Čenstochovská jura, která je součástí pohoří/vysočiny Krakovsko-čenstochovské jury, jež je geografickou součástí nadcelku Slezsko-krakovské vysočiny. Nachází se v nadmořské výšce 392 m. V roce 2024 zde žilo 1 166 obyvatel.
Město leží v čenstochovské oblasti rudných žil (Częstochowski Obszar Rudonośny), v jeho okolí se těžila železná ruda.

## Historie
První písemná zmínka o Włodowicích pochází z 1220. První kostel zde byl postavený v roce 1305. Historicky patřily do Malopolska. Włodowice získaly městská práva ve 14. století a městem přestaly být v roce 1870 po potlačení Lednového povstání. V letech 1975–1998 Włodowice patřily do dnes již neexistujícího Čenstochovského vojvodství.

## Zámek
Ve Włodowicích je barokní zámek postavený v 1669–1681. Dne 26. července 1683, během cesty k bitvě u ‎‎Vídně‎‎, zde přebýval polský král ‎‎Jan III Sobieski‎‎ zvaný Lev z Lechistanu. Dne 12. března 1734 zde přenocoval polský král August III. Zámek prošel několika rekonstrukcemi z nichž poslední využila ‎‎novogotické‎‎ prvky. V důsledku požárů ve 20. století a mnoha let zanedbávání, je zámek ruinou, avšak neztratil svou atraktivitu.

## Turistika
Włodowice se nacházejí vedle západního konce krajinného parku Park Krajobrazowy Orlich Gniazd. Vede jimi turistická trasa Szlak Rzędkowicki z vesnice Mrzygłód do skal Skały Rzedkowickie, Skały Podlesickie a Skały Kroczyckie až k Zalewu Dzibice na řece Białka. Vede jimi také cyklostezka.

## Galerie

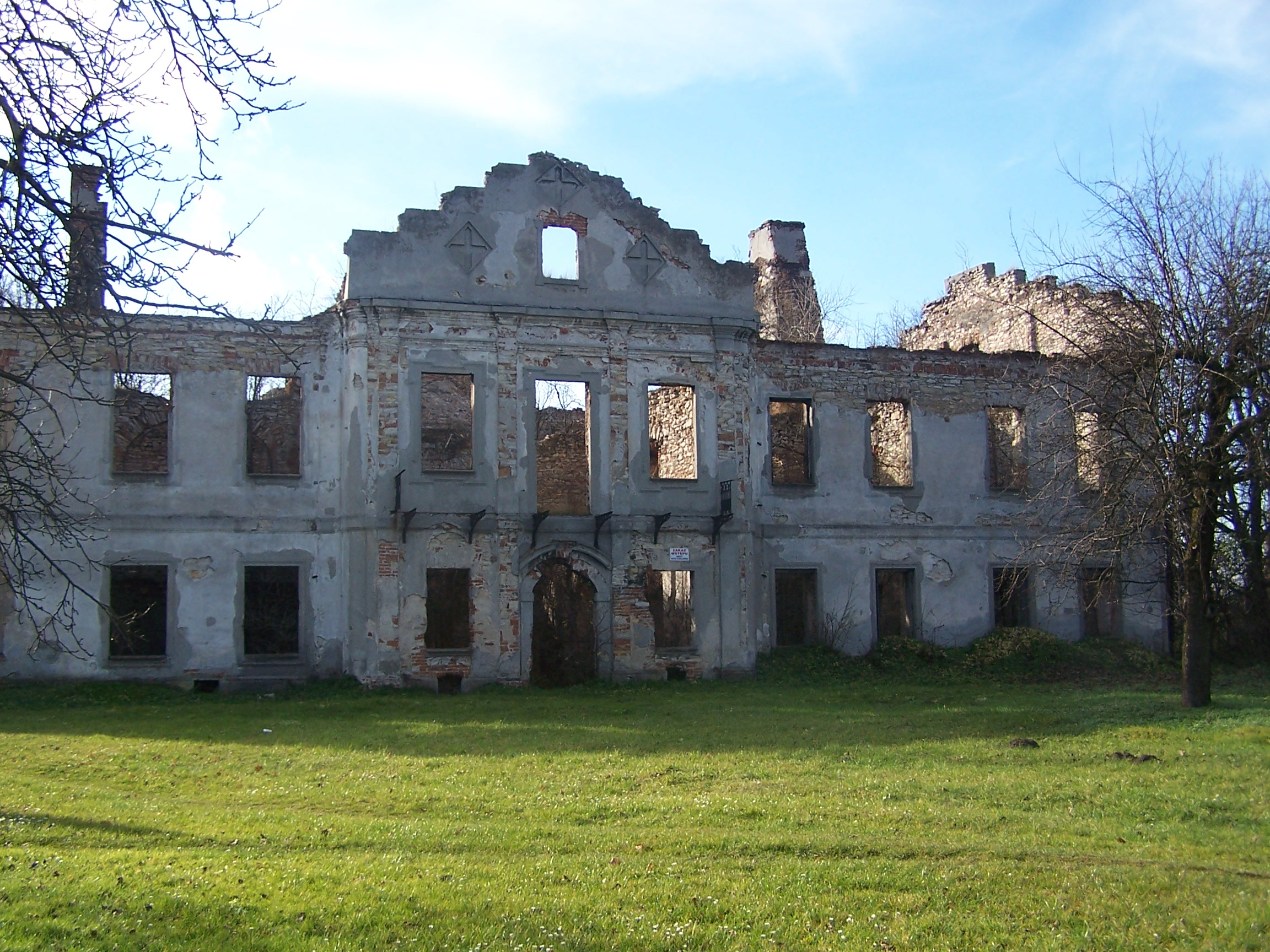
Ruiny paláce
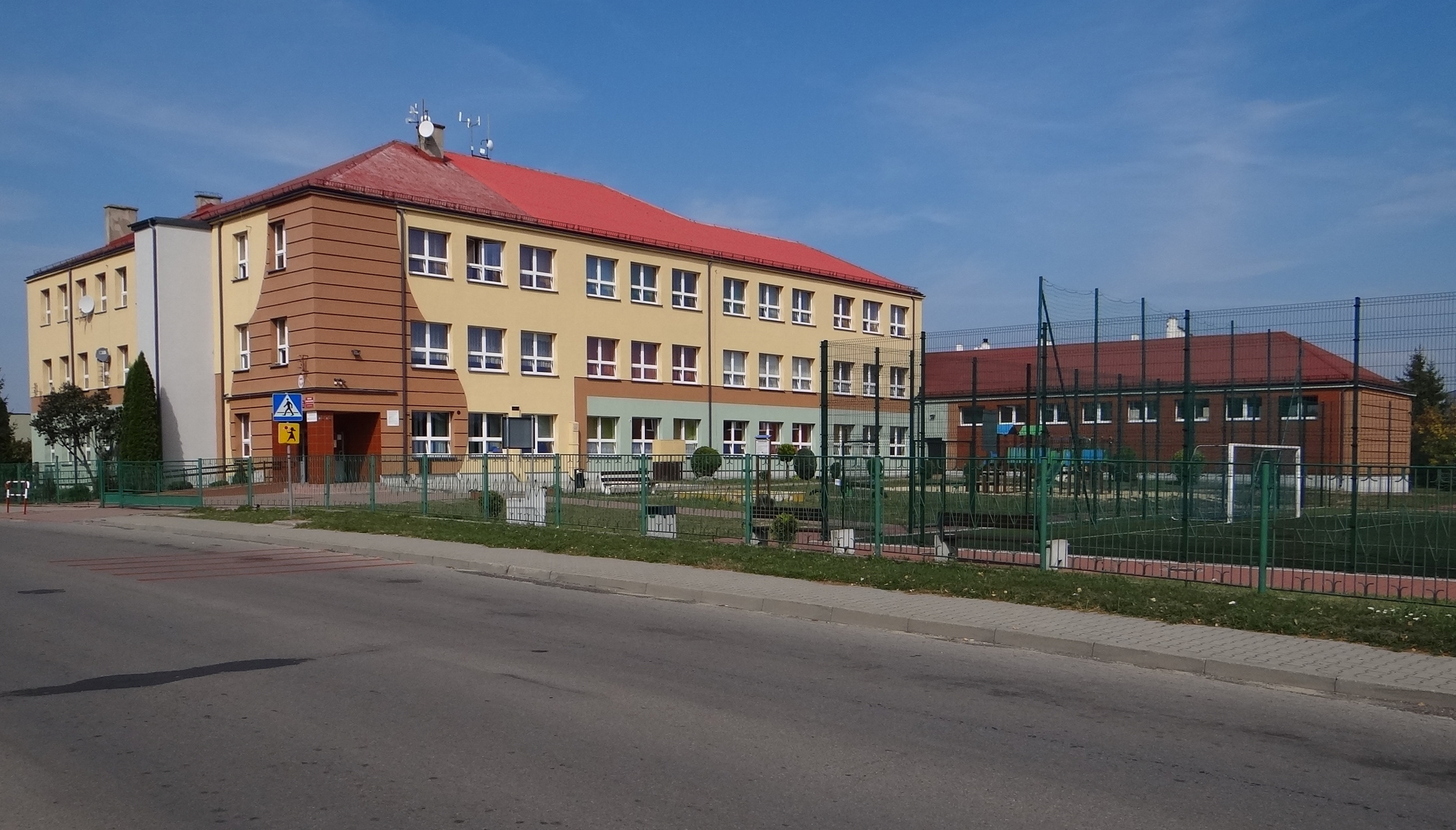
škola
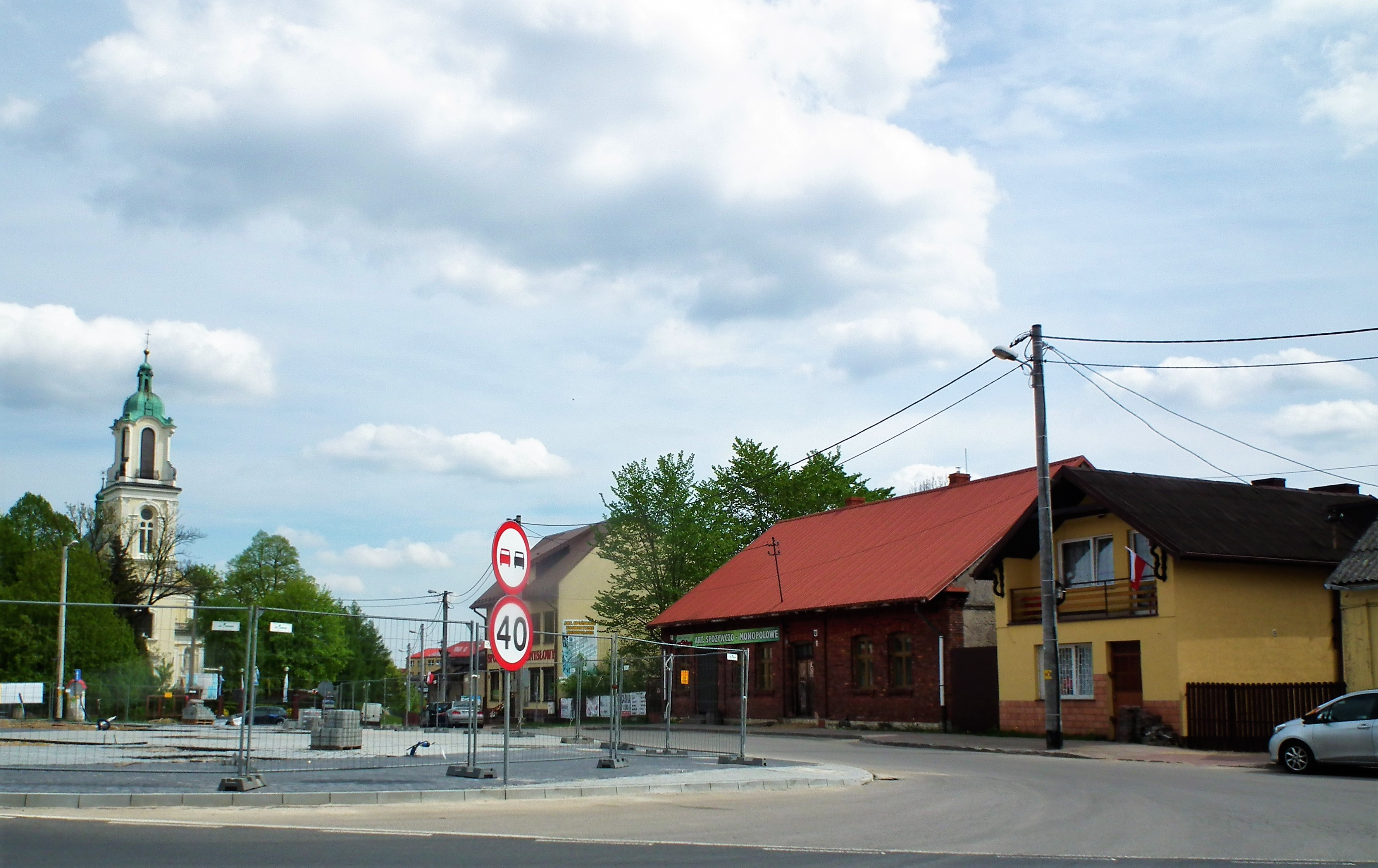
Náměstí
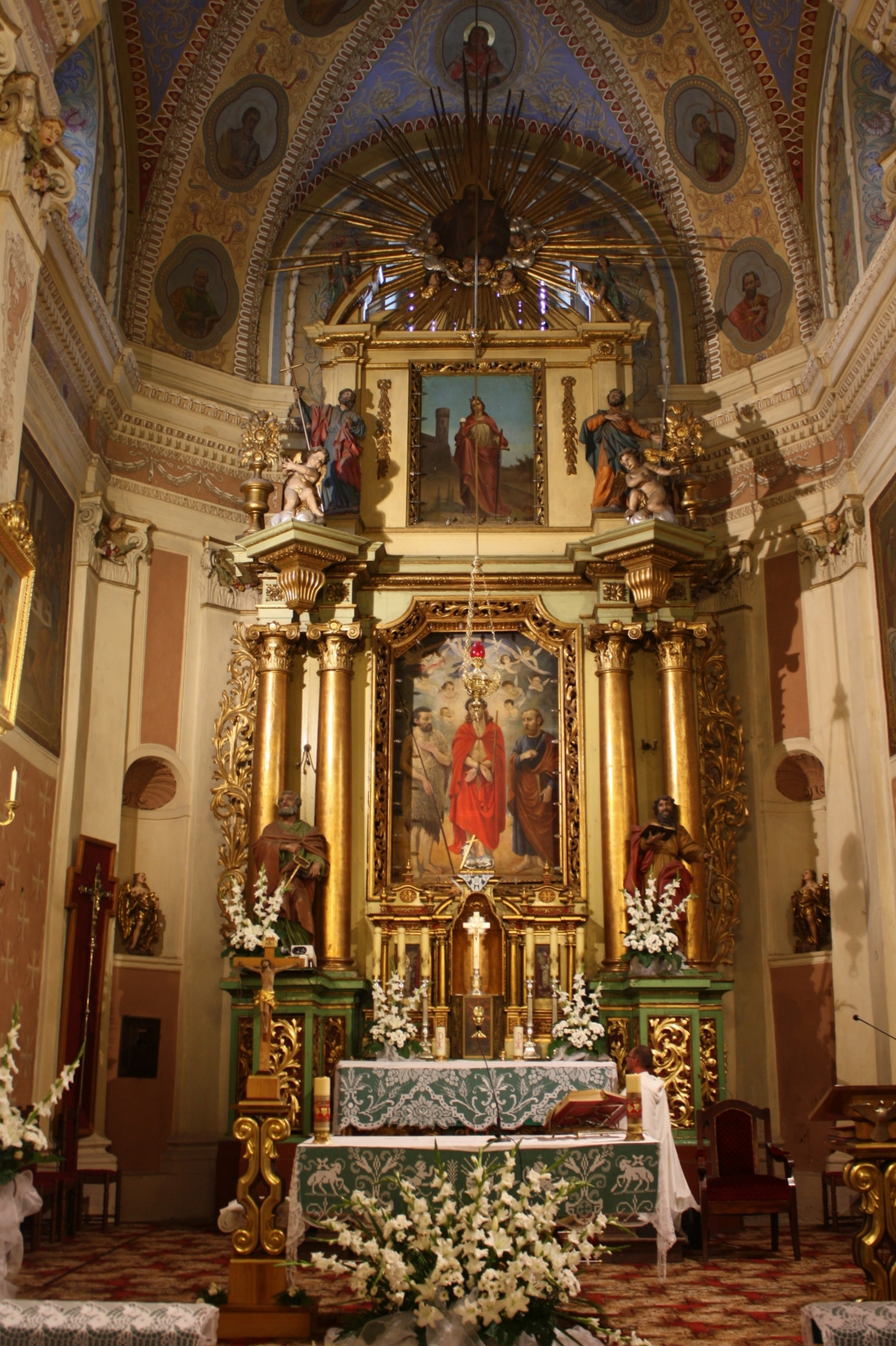
Interiér kostela